# Alnarpsparken

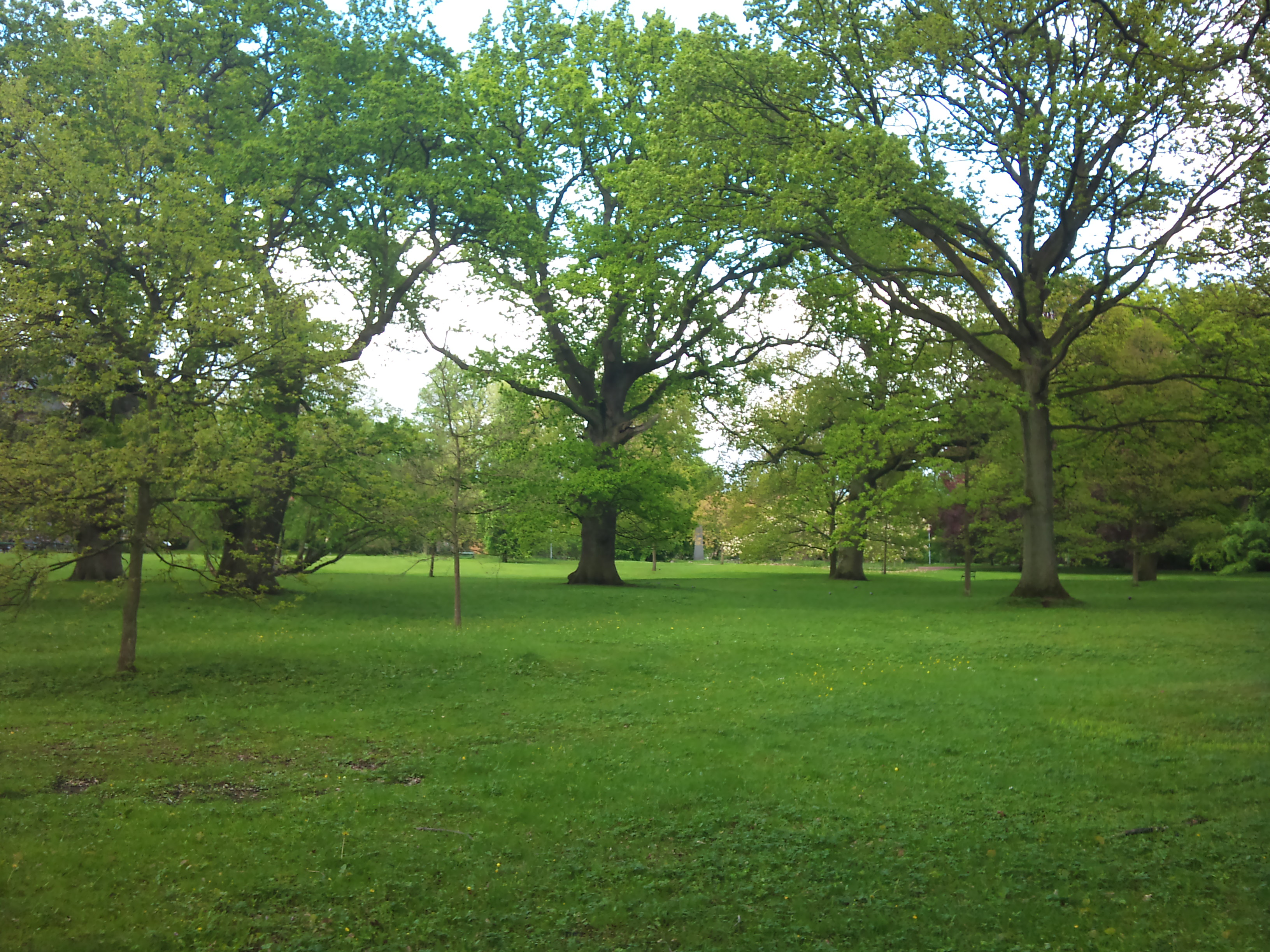
Alnarpsparken nära slottet

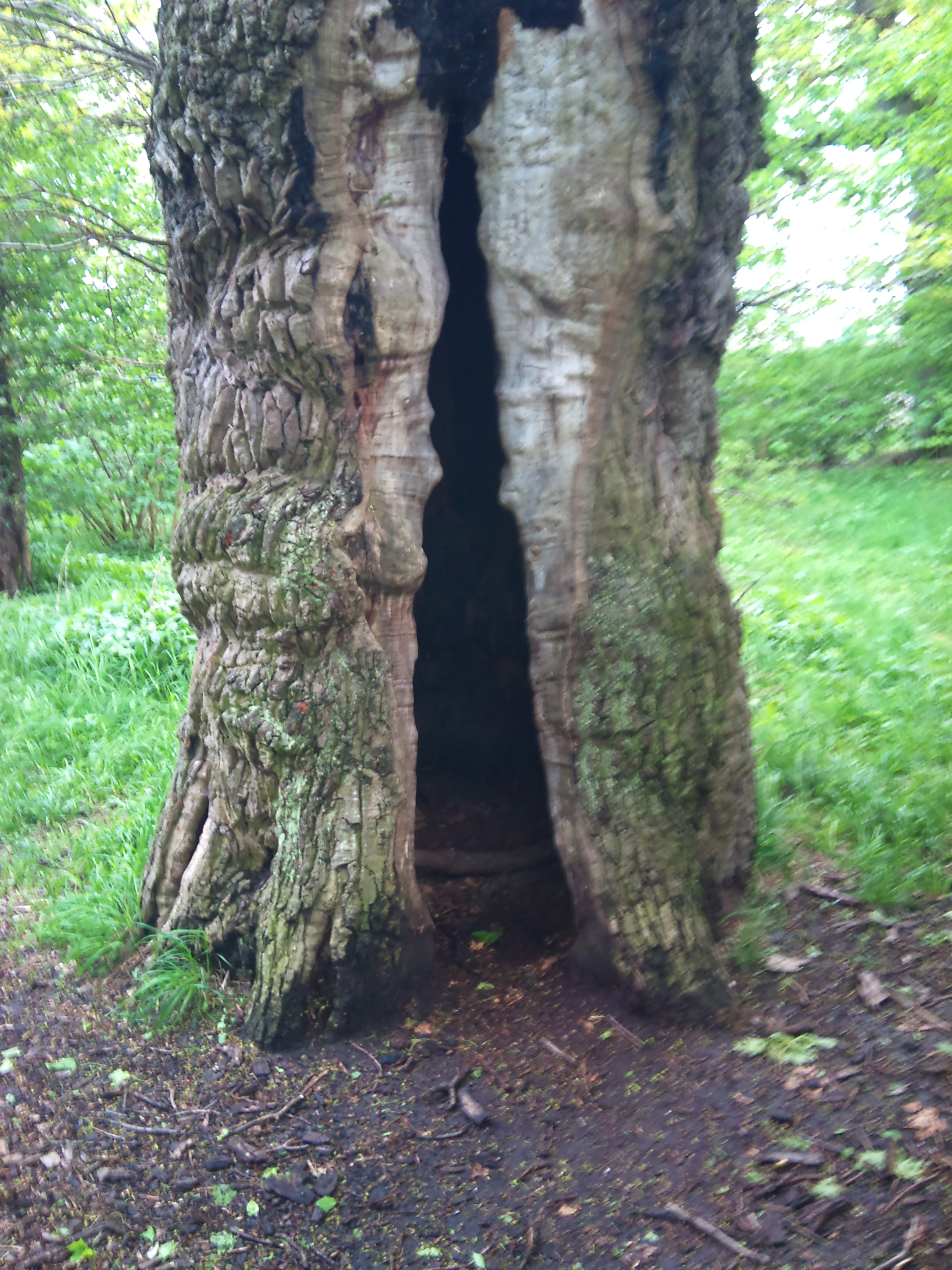
Ihåligt träd i södra delen av parken

Alnarpsparken är en park i småorten Alnarp i Lomma kommun. Den 26 hektar stora parken är öppen för allmänheten, började projekteras 1859, samma år som Alnarps slott (som byggdes som huvudbyggnad för Alnarps lantbruksinstitut), och stod färdig på 1880-talet, 18 år efter att slottet färdigställts. Parken är anlagd i en gammal almskog (vilken omtalas i Carl von Linnés Skånska resa) och flera av träden i området är äldre än parken. Parken hyser omkring 2500 olika arter vedartade växter från hela världen, samt har anläggningar för annueller och perenner. Parken är mykologiskt intressant, då det förekommer över 25 rödlistade svamparter och är även en rik fladdermuslokal med omkring tio observerade arter. Parken är campusområde för Sveriges lantbruksuniversitet och används i undervisningen.
Alnarpsparken har utnämnts till riksintresse av Länsstyrelsen och ses även av Lomma kommun i översiktsplanen som ett intresseområde för naturmiljön.